# نامپاک
نامپاک (انگلیسی: Nampak) شرکت بسته‌بندی در آفریقای جنوبی است، که در سال ۱۹۶۸ تأسیس شد.